# Plectiscidea cinctula
Plectiscidea cinctula är en stekelart som först beskrevs av Forster 1871.  Plectiscidea cinctula ingår i släktet Plectiscidea och familjen brokparasitsteklar. Arten är reproducerande i Sverige. Inga underarter finns listade i Catalogue of Life.